# Antwort (Bad Endorf)
Die Ortschaft Antwort ist ein Gemeindeteil des Marktes Bad Endorf im oberbayerischen Landkreis Rosenheim. Sie hat etwas mehr als 1000 Einwohner.

## Name
Der Name Antwort geht vermutlich auf die Ortsangabe „an der Furt“ zurück, da hier die Antworter Achen breiter und flacher verlaufen sein und eine Durchquerung des Gewässers mit Karren möglich gewesen sein soll. Ebenso hält sich die alternative Theorie der Namensherkunft von „Ant Wuhr“, was so viel wie Gegenwehr oder Stauwehr bedeutet.

## Geschichte
Antwort war seit jeher neben einer Kreuzung von Handelsrouten auch Standort zahlreicher Mühlen, die über die Zeit zu verschiedenen Adelsgeschlechtern und Klöstern gehört haben sollen. Auch heute existieren in den benachbarten Orten Antwort und Mauerkirchen noch fünf Mühlen, die sich allerdings in Privatbesitz befinden und privat erhalten werden. Bereits im Jahr 924 wurde Antwort (damals „Antvurt“) erwähnt als Güterumschlagsort des Erzbischofs Adalbert II. von Salzburg und der Edlen Frau Rihni. Im 12. Jahrhundert wurde der Ort Namensgeber des edlen Geschlechts der Herren von Antwurt. Nach Paulus Antwurters zu Antwurt, der ca. 1475 verstarb, sind keine Nachkommen des Geschlechts mehr bekannt. Im 17. und 18. Jahrhundert wurde Antwort als bevölkerungsreichster Ort der Hauptmannschaft Endorf unter der Verwaltung vom Geschlecht Wildenwart verzeichnet. Später soll Antwort erst eine eigenständige Gemeinde gewesen sein. Im 20. Jahrhundert gehörte der Ort Antwort erst zur Gemeinde Mauerkirchen, bevor er am 1. April 1971 nach Auflösung der Gemeinde Mauerkirchen in die Gemeinde Endorf in Oberbayern eingegliedert wurde.

## Gegenwart
Heute (Stand ?) verzeichnet der Ort etwas mehr als 1000 Einwohner. Wahrzeichen ist die barocke katholische Kirche Mariä Himmelfahrt. Zudem verfügt der Ort über eine Grundschule, Hofläden, eine Fischzucht, eine Autowerkstatt, einen Trachtenladen und zahlreiche Pensionen und Ferienwohnungen. Als Vereine sind die Freiwillige Feuerwehr Antwort/Mauerkirchen, die Jagdgenossenschaft Antwort und der Veteranen- und Kriegerverein Antwort-Mauerkirchen.